# Johann Lund (Theologe)

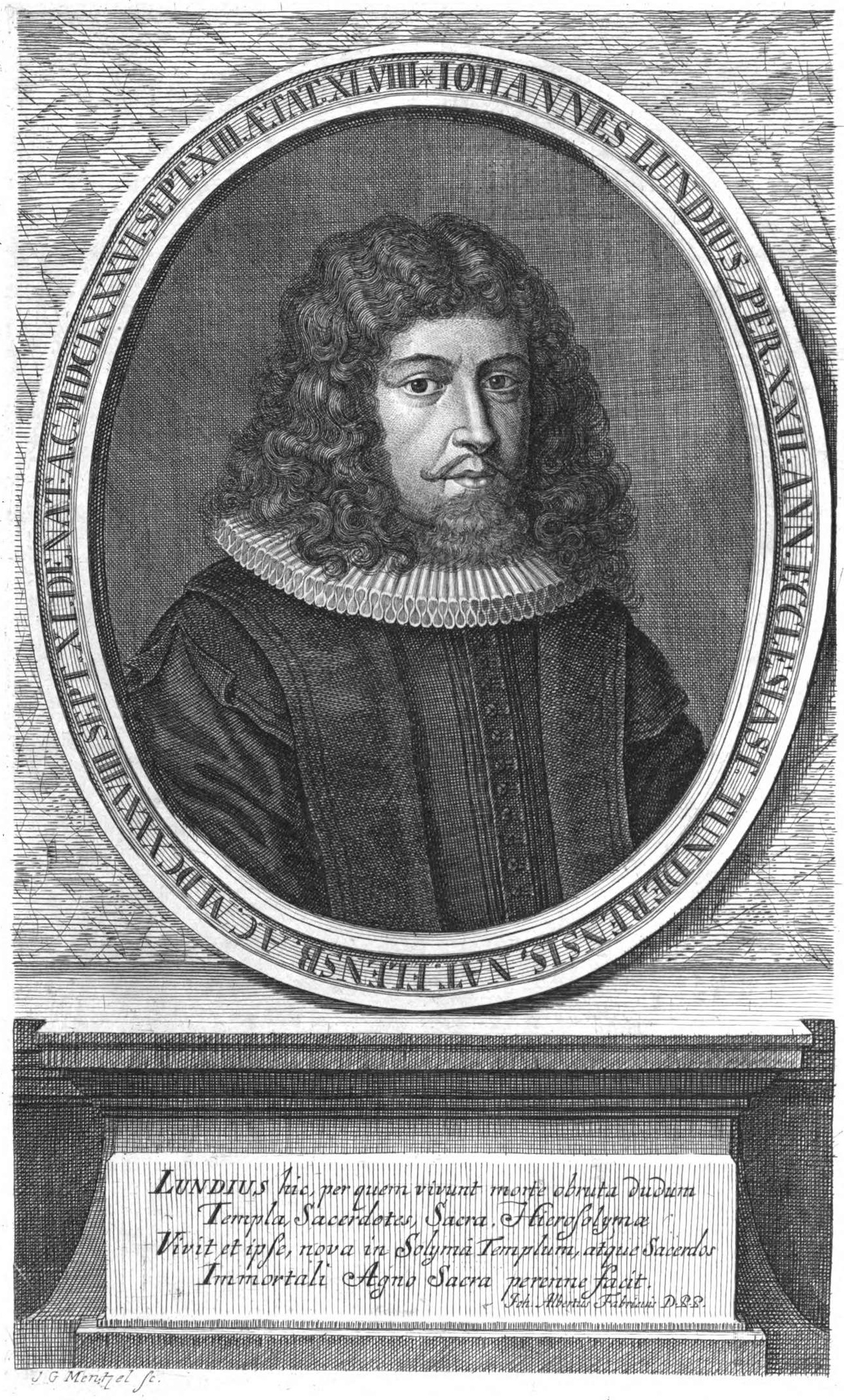
Porträt Johann Lunds von J.G. Mentzel aus Die Alten Jüdischen Heiligthümer, Gottesdienste und Gewohnheiten, Hamburg 1738

Johann Lund, auch Johannes Lundius (* 11. September 1638 in Flensburg; † 13. September 1686 in Tondern) war ein lutherischer Pastor und Hebraist. Er ist vor allem bekannt für seine postum erschienenen Werke zum israelitischen Kultus und zum Jerusalemer Tempel.

## Leben
Lund wurde als zweites Kind des Pastors Thomas Lund in Flensburg geboren. Er studierte in Leipzig Evangelische Theologie und Hebräisch. Nach einer Zeit als Informator in Dresden und Apenrade wurde er 1664 Adjunkt und 1672 Diaconus an der Christkirche in Tondern. Dieses Amt hatte er bis zu seinem Tode inne.
Laut der von Johann Christoph Wolf verfassten „Vorrede“ zu Johann Lunds „Alten Jüdischen Heiligthümern“ in der Ausgabe von 1738 war Lund neben seiner wissenschaftlichen Tätigkeit stark seelsorglich und karitativ engagiert und ein hoch spiritueller Mann. Außerdem hatte er künstlerische Ambitionen und entwarf einige der Bilder und Ornamente zu seinem Werk selbst.

## Werk
Lund veröffentlichte zu seinen Lebzeiten nur einige Predigten und Leichenreden. Er galt aber seine Zeitgenossen als gelehrt und kenntnisreich in den orientalischen Sprachen. Sein Hauptwerk wurde erst von seinem Sohn Thomas Lund, der ebenfalls Pastor war, herausgegeben und erschien 1695/96 in Schleswig. Das Werk erlebte mehrere weitere Auflagen: Es wurde 1704 von Heinrich Muhlius herausgegeben und 1738 mit Ergänzungen von Johann Christoph Wolf erneut veröffentlicht. In Amsterdam erschien auch eine niederländische Übersetzung.
- Thomas Lund (Hrsg.): Oeffentlicher Gottesdienst der alten Hebräer. Schleswig 1695
- Thomas Lund (Hrsg.): Levitischer Hohepriester und Priester. Schleswig 1695
- Thomas Lund (Hrsg.): Ausführliche Beschreibung der Hütte des Stifts, wie auch des ersten und andern Tempels zu Jerusalem. Schleswig 1696
- Heinrich Muhlius (Hrsg.): Die alten jüdischen Heiligthümer, Gottesdienste und Gewohnheiten ... Hamburg 1704 (Digitalisat)
- Johann Christoph Wolf (Hrsg.): Die Alten Jüdischen Heiligthümer, Gottesdienste und Gewohnheiten ... Hamburg 1738 (Digitalisat)
- J. le Long (Übersetzer): Heiligdommen, godsdiensten, en gewoontens der oude Jooden ... Amsterdam [1726] (Digitalisat)